# Sacher-hexachord

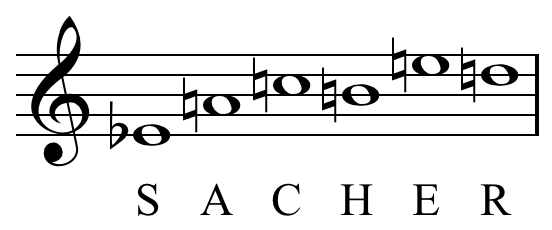
A Sacher-hexachord E (S) A C H E D (Re)

A Sacher-hexachord a zenében az Esz, A, C, H, E, D hangsorozatot, azaz az ebből képzett zenei kriptogramot jelöli. A Sacher-hexachord a neves svájci karmester és mecénás, Paul Sacher zenei névjegye. A hangsorozatban a zeneszerzők kihasználták a hangjegyek elnevezéséből eredő lehetőséget, azaz az E hang félhanggal leszállított neve Esz (E), ami egyúttal több nyelvben az S betű elnevezése is, így Sacher zenei névjegymotívumának első hangjegye Esz lett, valamint éltek a francia notációs rendszerrel, ahol a D hangot Re jelöli, így neve utolsó betűjét a D hang képviseli. A motívum tizenkét 20. századi zeneszerző művében jelenik meg (12 Hommages à Paul Sacher).

## Története
Paul Sacher 70. születésnapja alkalmából 1976-ban a világhírű orosz csellista,  Msztyiszlav Rosztropovics tizenkét zeneszerzőt kért fel egy-egy szóló csellómű megírására, melyek Paul Sacher nevéből képzett zenei névjegymotívumra (eS, A, C, H, E, Re = Esz, A, C, H, E, D) épülnek, ez végül a Sacher-hexachord-ként vált ismertté. A különös születésnapi ajándékcsomagba tartozó művek többségének ősbemutatója 1976. május 2-án volt Zürichben. Először egy koncerten viszont mind a tizenkét mű Prágában, 2011. május 9-én volt hallható Frantisek Brikcius előadásában.
A Sacher projektben megszületett Pierre Boulez Messagesquisse című darabján kívül Boulez  más műveiben is, a Répons, Dérive 1, Incises, és Sur Incises című kompozícióiban is megszólal a Sacher-hexachord, mindegyikben ugyanabban a hangmagasságban.
Az "e SACHERe" projektben résztvállalt zeneszerzők és műveik a következők:
| Zeneszerző         | Zenemű                                                                          |
| ------------------ | ------------------------------------------------------------------------------- |
| Conrad Beck        | Für Paul Sacher : Drei Epigramme für Violoncello solo                           |
| Luciano Berio      | Les Mots sont allés                                                             |
| Pierre Boulez      | Messagesquisse, pour 7 violoncelles                                             |
| Benjamin Britten   | Tema "Sacher"                                                                   |
| Henri Dutilleux    | Trois Strophes sur le nom de Sacher                                             |
| Wolfgang Fortner   | Zum Spielen für den 70. Geburtstag : Thema und Variationen für Violoncello Solo |
| Alberto Ginastera  | Puneña n° 2, op. 45                                                             |
| Cristóbal Halffter | Variationen über das Thema eSACHERe                                             |
| Hans Werner Henze  | Capriccio per Paul Sacher                                                       |
| Heinz Holliger     | Chaconne, für Violoncello Solo                                                  |
| Klaus Huber        | Transpositio ad infinitum                                                       |
| Witold Lutosławski | Sacher-Variationen                                                              |